# Alberto Carlo Blanc
Alberto Carlo Blanc (Chambéry, 30 luglio 1906 – Roma, 3 luglio 1960) è stato un paleontologo e geologo italiano.

## Biografia
Figlio di Gian Alberto Blanc e nipote di Alberto Blanc, si laureò in geologia a Pisa. Fin da giovane, subendo anche l'influsso paterno, dimostrò uno spiccato interesse verso gli studi paleoetnologici sull'umanità pleistocenica. Partecipò, nel 1929, al convegno della Società Romana di Antropologia, nella quale venne presentato il primo cranio di Saccopastore.
Negli anni trenta, condusse una serie di studi nei canali dell'Agro Pontino rinvenendo, nel canale cosiddetto delle Acque Alte (Canale Mussolini), una sequenza stratigrafica di riferimento con fauna e flora fossile e industria paleolitica. Nel 1935, assieme ad Henri Breuil, scoprì il secondo cranio di Saccopastore, il che segnò l'inizio di tutta una serie di investigazioni geologiche del bacino del Tevere e dell'Aniene e di studi specifici in tutta la zona di Roma e dell'Agro Romano.
Nel 1939 recuperò, al Circeo, il cranio di Grotta Guattari. Nel dopoguerra iniziò, con i suoi collaboratori, un'esplorazione sistematica delle cavità del Promontorio del Circeo, studiandone ben 27 e rinvenendo al loro interno ricchi depositi paleolitici: per questo egli ritenne di coniare il termine "pontiniano", individuando con esso l'industria litica neanderthaliana tipica di questa zona. Nel 1954 diede inizio alle esplorazioni e al conseguente scavo del sito di Torrimpietra. Fondò, sempre  nel 1954, la rivista di paleontologia "Quaternaria".
Tra le sue pubblicazioni più importanti si rilevano: "I paleantropi di Saccopastore e del Circeo" (1942) e "Origine e sviluppo dei popoli cacciatori e raccoglitori" (1946).

## Riconoscimenti
Gli è stato dedicato il Museo Civico Preistorico e Archeologico del Comune di Viareggio